# أنتوني غريفين (لاعب دوري الرغبي)
أنتوني غريفين (بالإنجليزية: Anthony Griffin)‏ هو لاعب دوري الرغبي أسترالي، ولد في 26 أغسطس 1966 في روكامبتون في أستراليا.